# Amy Turner
Amy Turner es una deportista estadounidense que compitió en remo. Ganó una medalla de oro en el Campeonato Mundial de Remo de 1996, en la prueba de cuatro sin timonel.

## Palmarés internacional
| Campeonato Mundial | Campeonato Mundial       | Campeonato Mundial | Campeonato Mundial |
| Año                | Lugar                    | Medalla            | Prueba             |
| ------------------ | ------------------------ | ------------------ | ------------------ |
| 1996               | Motherwell (Reino Unido) | Medalla de oro     | Cuatro sin timonel |